# کوروش بزرگ
کوروش (به پارسی باستان: 𐎤𐎢𐎽𐎢𐏁؛ نویسه‌گردانی: Kuruš؛ زبان یونانی باستان: Κῦρος؛ نویسه‌گردانی: Kûros؛ حدود ۶۰۰ – ۵۳۰ پ. م) که با نام‌های کوروش دوّم، کوروش بزرگ، و کوروش کبیر نیز شناخته می‌شود، بنیان‌گذار و نخستین شاهنشاه شاهنشاهی هخامنشی بود که در میانهٔ سال‌های ۵۵۹ تا ۵۲۹ پیش از میلاد بر نواحی گسترده‌ای از آسیا، حکومت کرد.
کوروش، نخست علیه ایشتوویگو، شاهِ ماد، به جنگ برخاست و سپس به پایتخت حکومت ماد در هگمتانه یورش برد و با کمک‌هایی که از درون سپاه ماد به او شد، هگمتانه را فتح کرد. سپس کرزوس، شاه لیدیه را شکست داد و به‌سوی سارد لشکر کشید و پس از دو هفته، شهر سارد، به اشغال نیروهای ایرانی درآمد. کوروش مسئولیت فتح دیگر شهرهای آسیای صغیر را به فرماندهانش واگذار کرد و خود به اکباتان بازگشت و به‌سوی پارت، زرنگ، هرات، خوارزم، باکتریا، سغد، گندار، ثته‌گوش و اَرَخواتیش لشکر کشید.

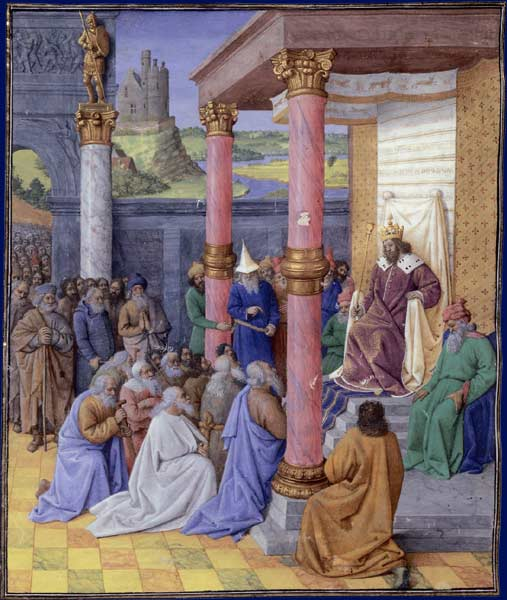
نقاشی یهودیان در نزد کوروش بزرگ، اثر ژان فوکه در سال ۱۴۷۰ میلادی. کوروش نزد یهودیان جایگاه قهرمانانه و ویژه‌ای دارد.

در بهار سال ۵۳۹ پیش از میلاد، کوروش آهنگ تسخیر شهر بابل را کرد و وارد جنگ با امپراتوری بابل نو شد. هفده روز پس از سقوط بابل، در روز ۲۹ اکتبر سال ۵۳۹ پیش از میلاد، خود کوروش وارد پایتخت شد. تصرف بابل نقطهٔ عطفی بود که باعث ایجاد امپراتوری بزرگی در آسیای مرکزی و غربی شد و زمینهٔ بازگشت یهودیان تبعیدی به میهن‌شان در سرزمین اسرائیل (کنعان) را فراهم کرد. کوروش همچنین دستور داد که پرستش‌گاه اورشلیم را بازسازی کنند و ظروف و اشیای طلایی و نقره‌ای را که نبوکدنصر دوم، شاه بابل، از اورشلیم ربوده بود، را به یهودیان برگرداند. استوانهٔ کوروش پس از شکست دادن نبونعید و تصرف بابل، نوشته شده و به منزلهٔ سند و شاهد تاریخی پرارزشی است. تنها منبع موثق کهنی که غیرمستقیم به مرگ کوروش اشاره می‌کند، دو لوح و سند گلی یافت‌شده در بابل است که نشان می‌دهند کوروش در فاصلهٔ بین ۱۲ تا ۳۱ اوت ۵۳۰ پیش از میلاد درگذشته است یا حداقل، خبر مرگ وی و برتخت‌نشینی کمبوجیه دوم در این تاریخ به بابل رسیده است.
پیش از سال ۵۵۰ پیش از میلاد، پارس‌ها نقش به سزایی در تحولات دنیا بازی نمی‌کردند، اما در این سال پیروزی‌ها و فتوحات کوروش بر پادشاهان همسایه آغاز گردید. کوروش یک نظامی نابغه بود، به طوری که بین سال‌های ۵۵۰ تا ۵۳۹ پیش از میلاد با فرماندهی موفق لشکریانش، پیروزی‌های متعددی کسب کرد. گستردگی پهنهٔ حکومت کوروش تا سال ۵۳۹ پیش از میلاد از شرق، رود سند در هندوستان تا غرب، آسیای کوچک بود. این قلمرو حکومتی ۳۲۰۰ کیلومتر طول داشت.

## منابع زندگی کوروش

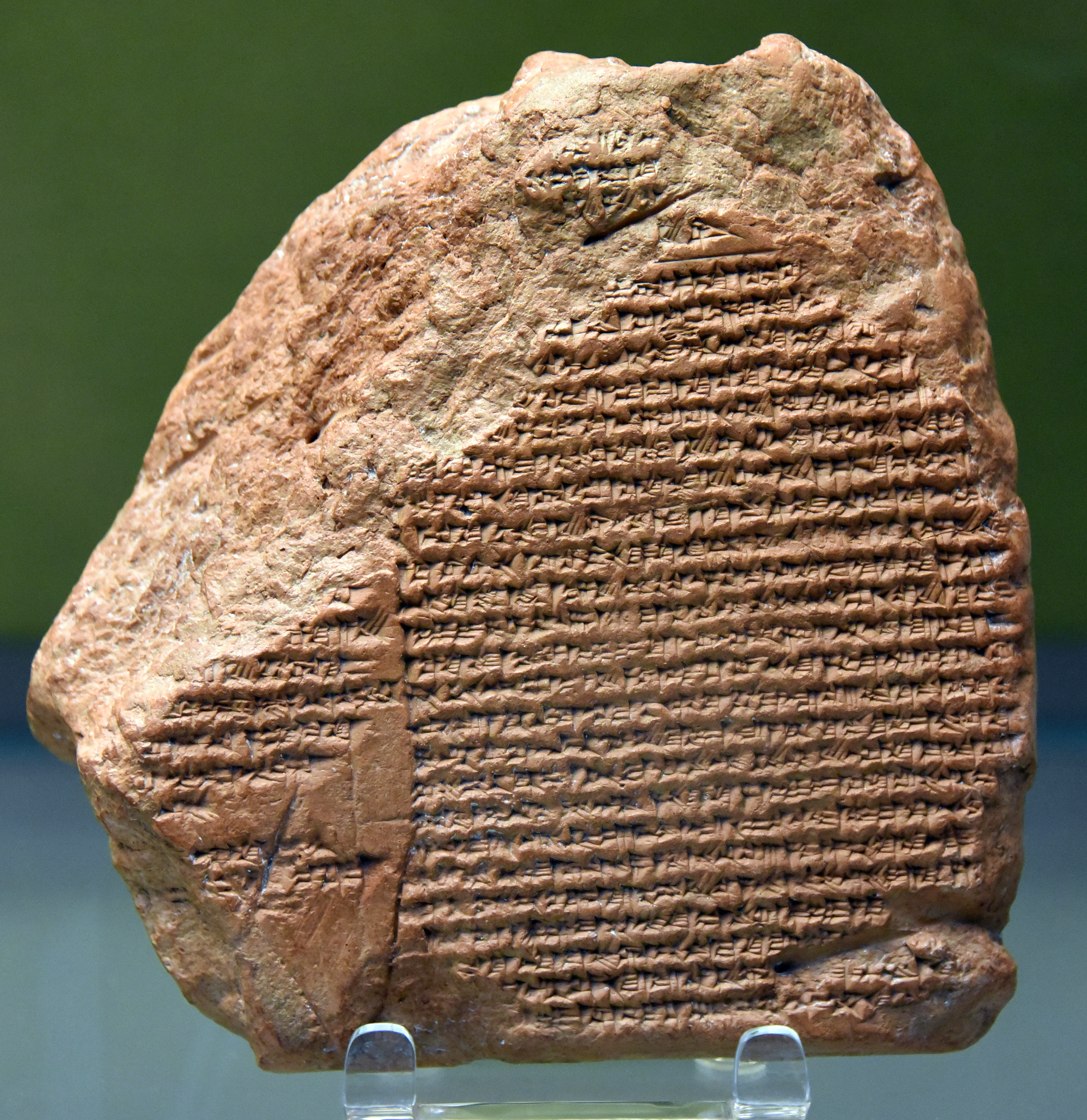
رویدادنامه نبونعید.

### منابع یهودی

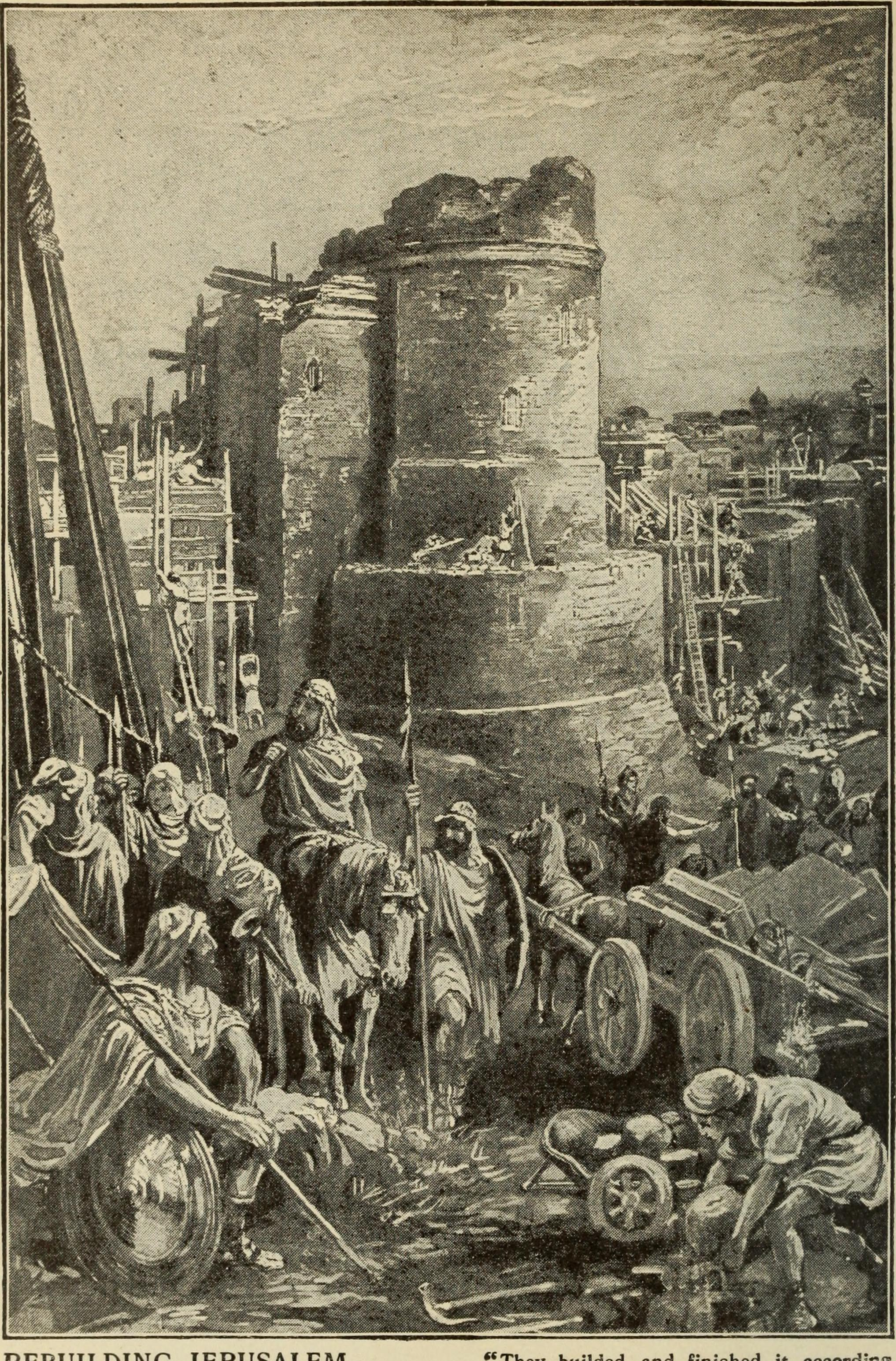
اندوه یهودی‌ها از ویرانی اورشلیم. فرمان کوروش، داریوش و اردشیر به بازسازی معبد

### نام

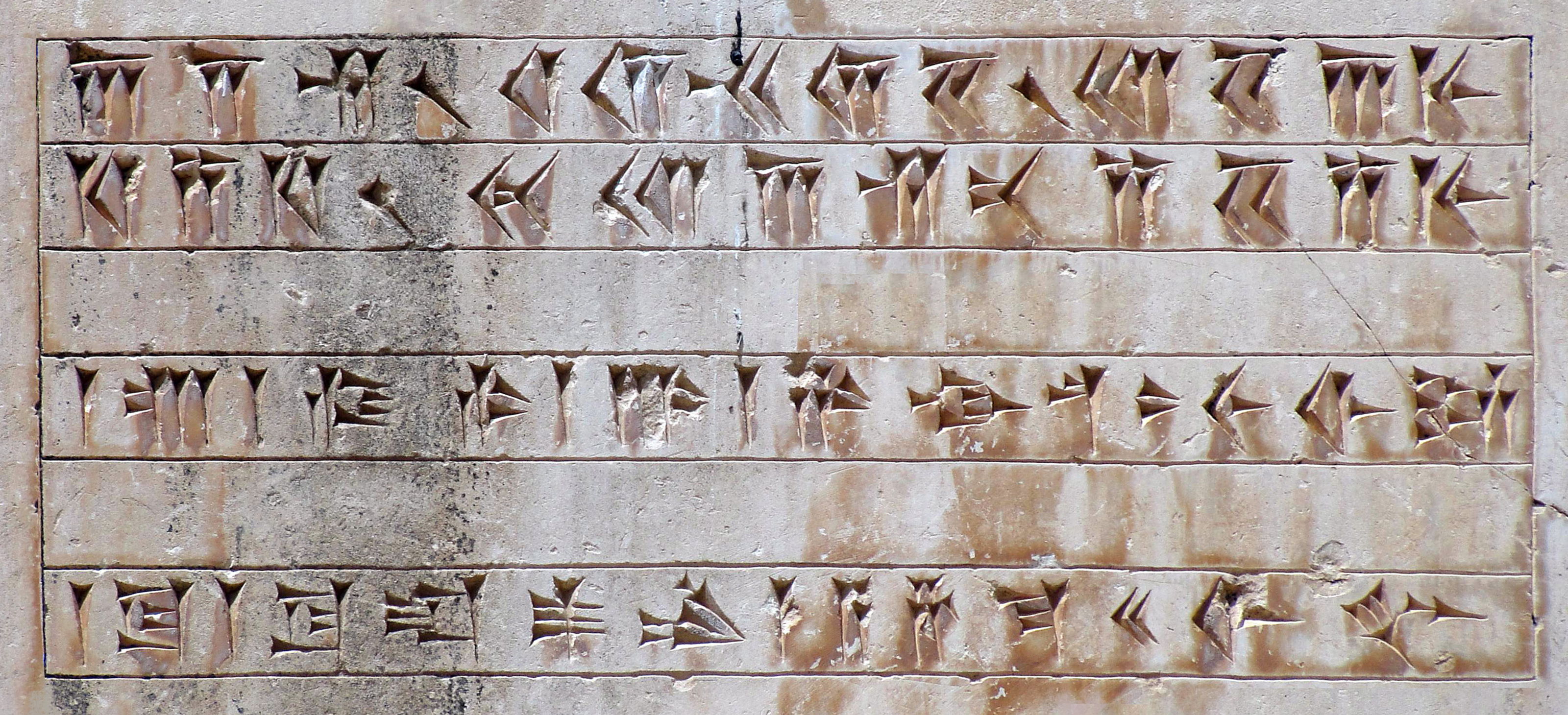
نوشتهٔ حکاکی شده به زبان پارسی باستان، عیلامی و زبان اکدی بر ستون پاسارگاد «من کوروش، شاه هخامنشی هستم»

### تبار

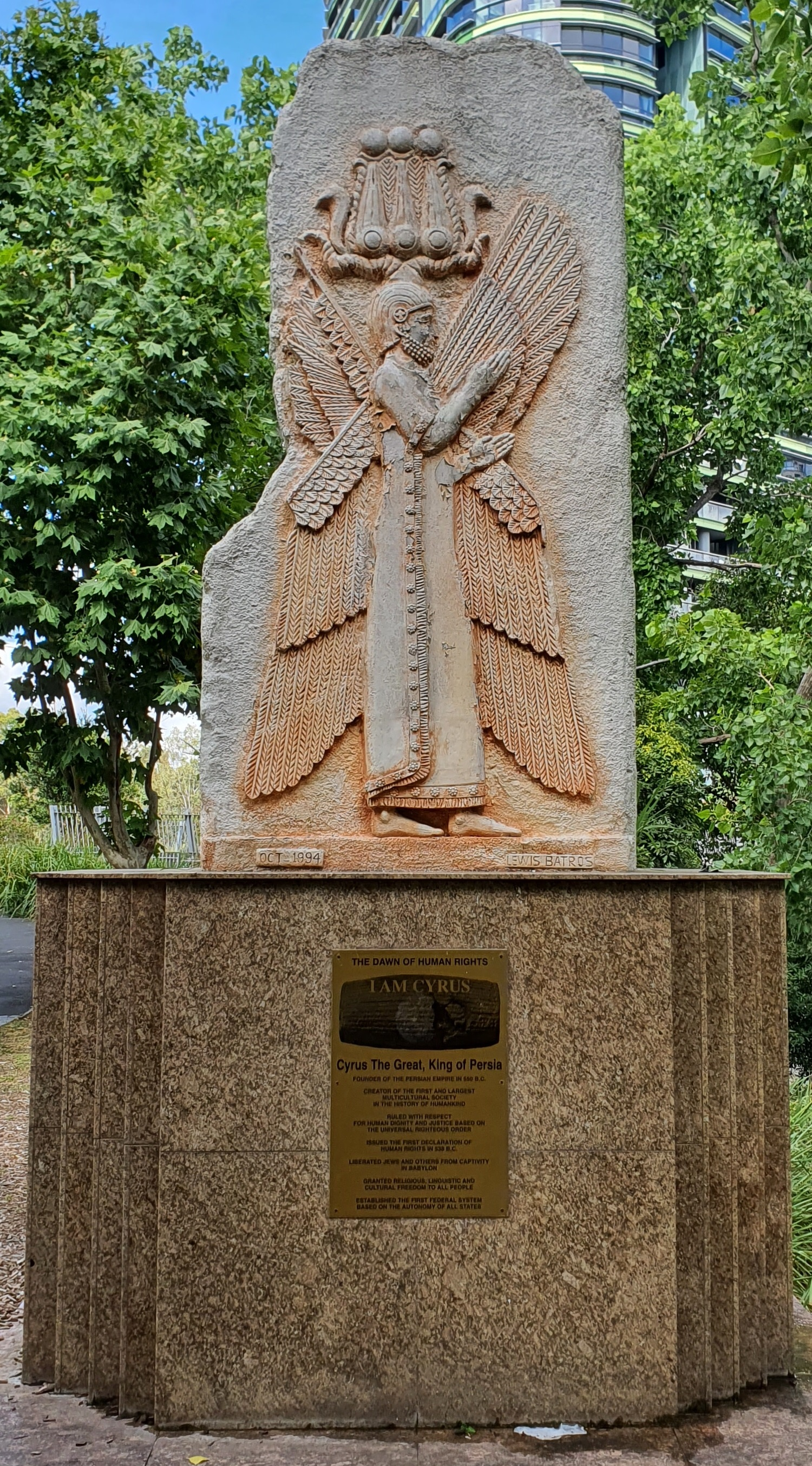
تندیس یادبود کوروش بزرگ در پارک المپیک شهر سیدنی، استرالیا

## کودکی و نوجوانی

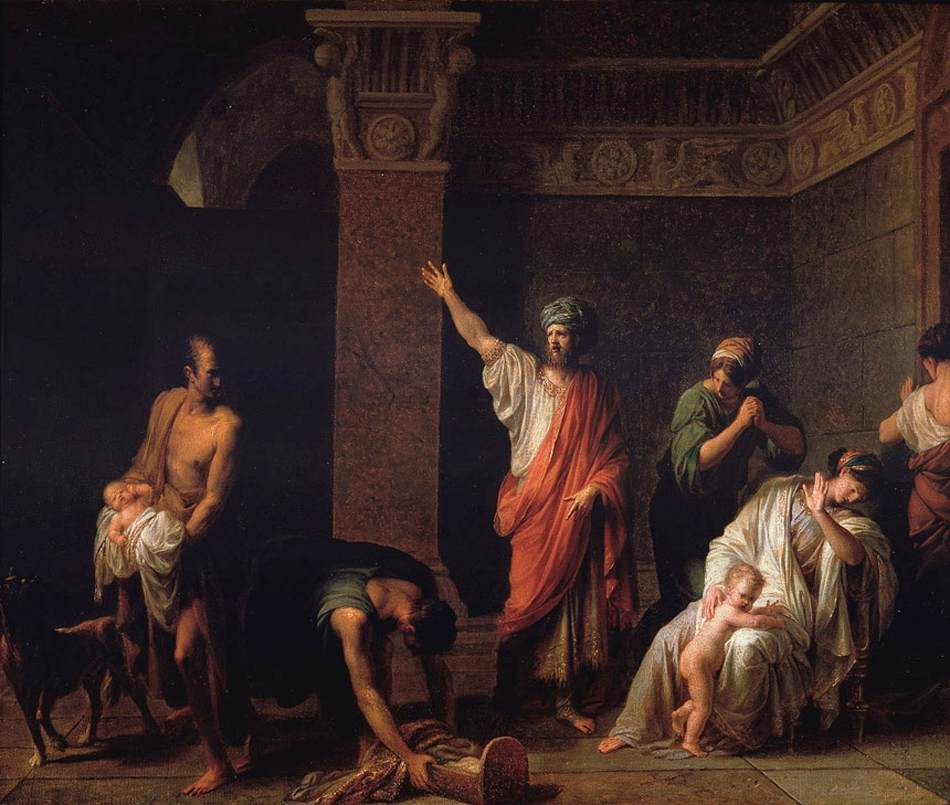
نگاره ایشتوویگو، پادشاه ماد، در حال فرمان دادن و گسیل داشتن هارپاگ برای کشتن کوروش خردسال

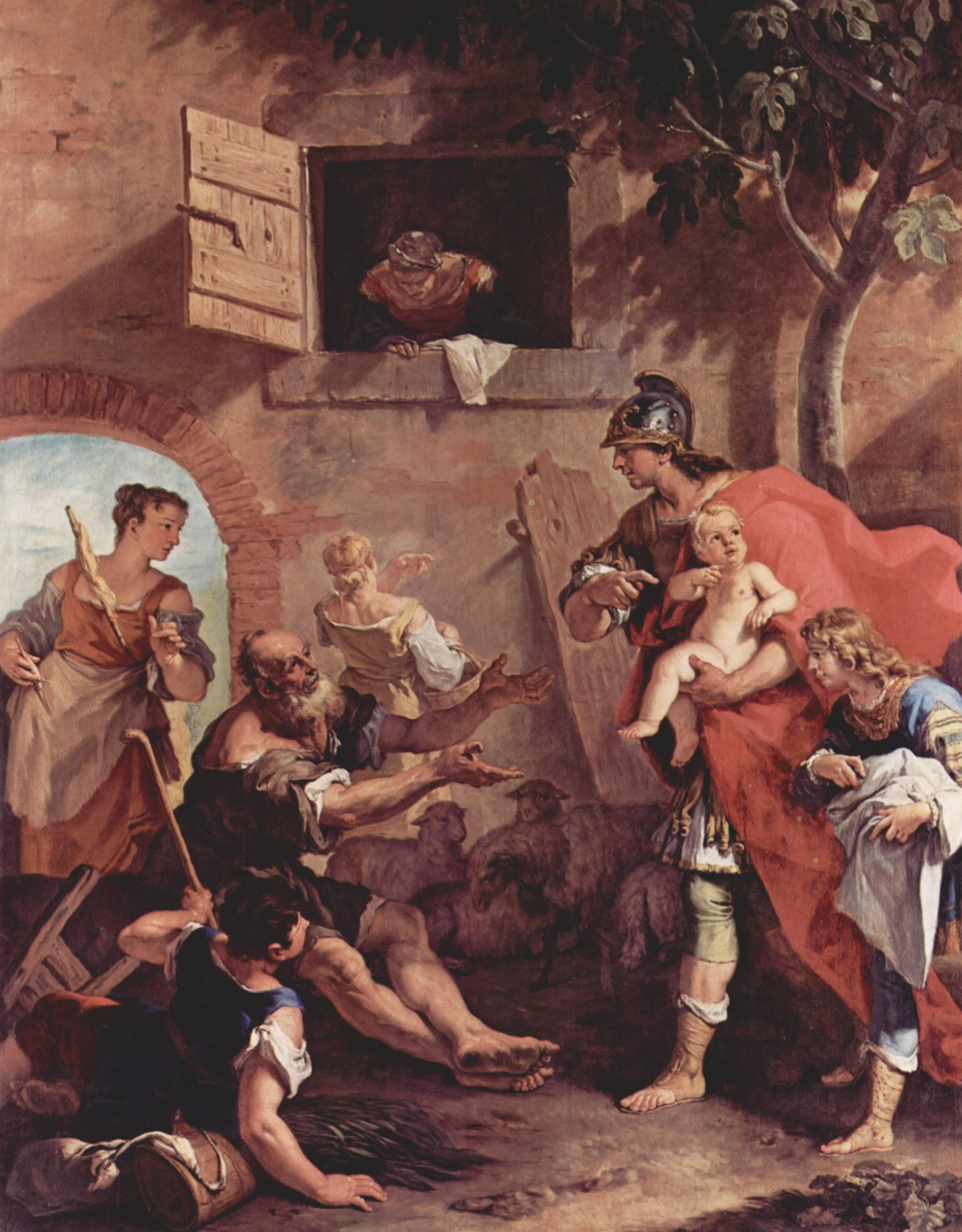
نقاشی دوران کودکی کوروش اثر سباستیانو ریچی

## جنگ با مادها

قدرت‌های سیاسی خاورمیانه پیش از خیزش پارس‌ها

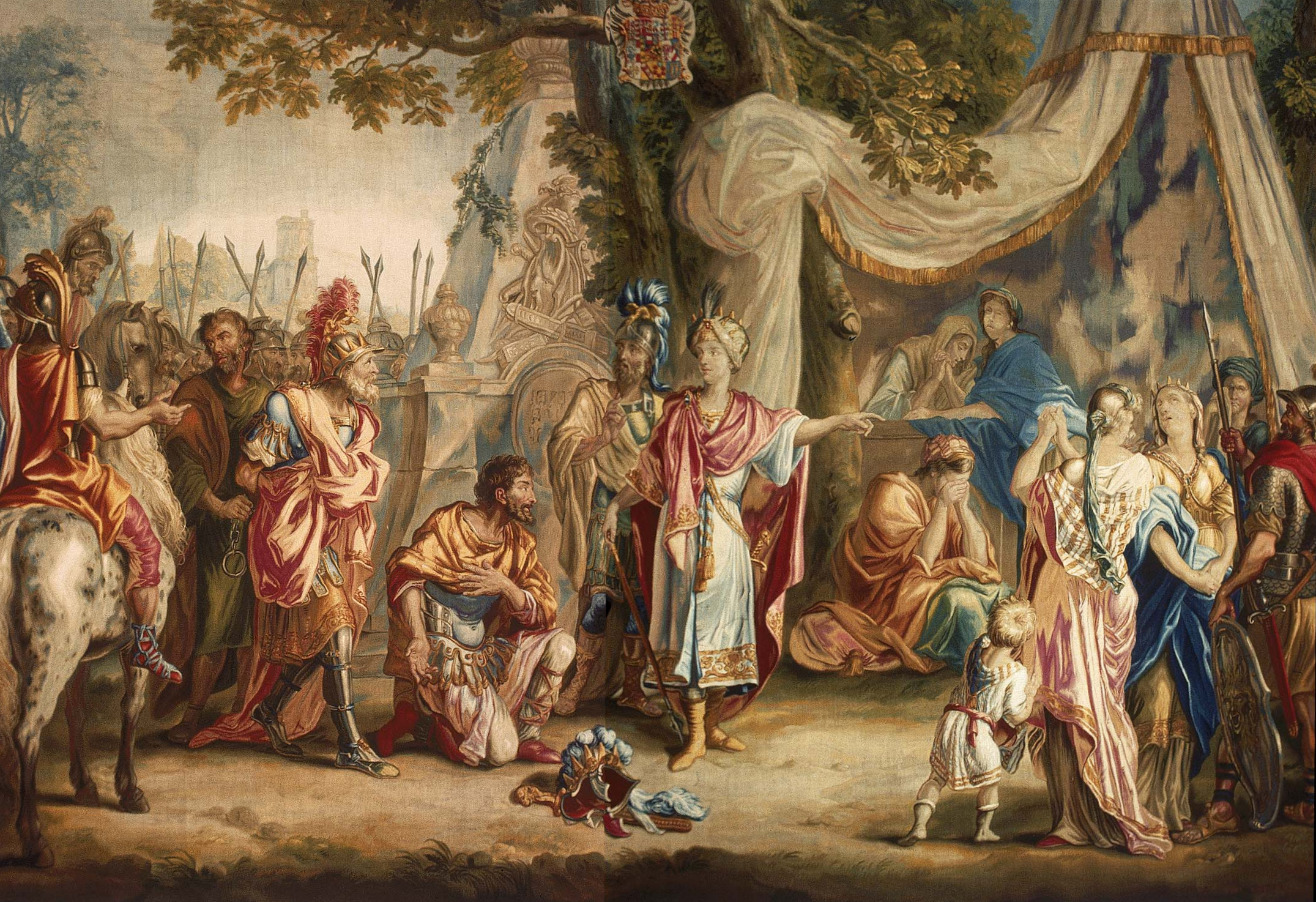
شکست آستیاگ از کوروش (کوروش و هارپاگ در مرکز و آستیاگ در سمت چپ نگاره به‌تصویر کشیده شده‌اند)، نقاشی از قرن ۱۸ میلادی، موزه هنرهای زیبای بوستون.

## فروپاشی فرمانروایی لیدیه

موقعیت لیدیه و مرز آن با ماد

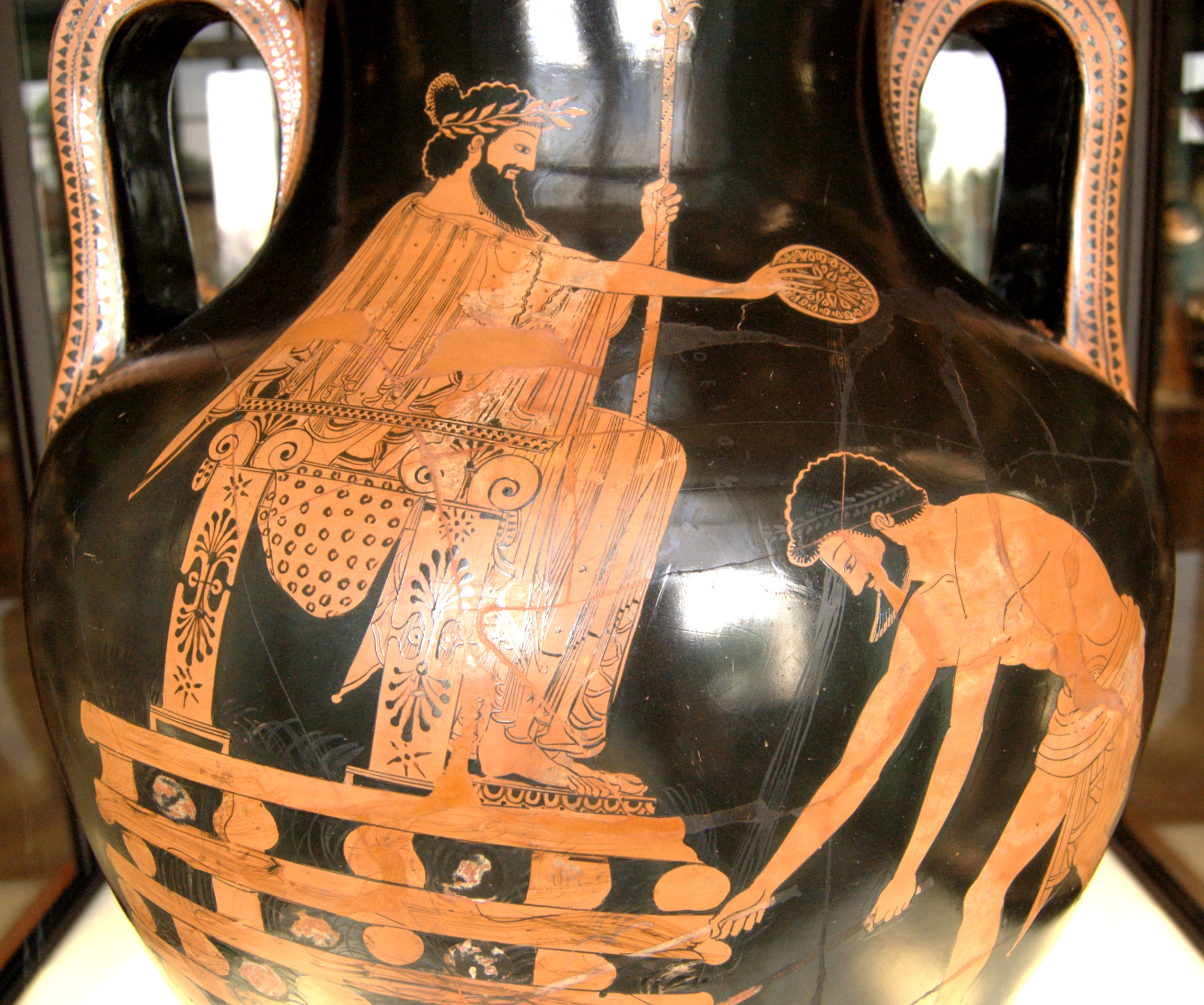
«کرزوس بر خرمن آتش»، نگاره‌ای بر گلدان در حدود سال ۵۰۰ پیش از میلاد، کشف در ایتالیا، نگهداری در موزهٔ لوور

## نبرد با ماساگت‌ها و مرگ

بردن سر کوروش نزد تومیرس، اثر پیتر پل روبنس

## میراث کوروش

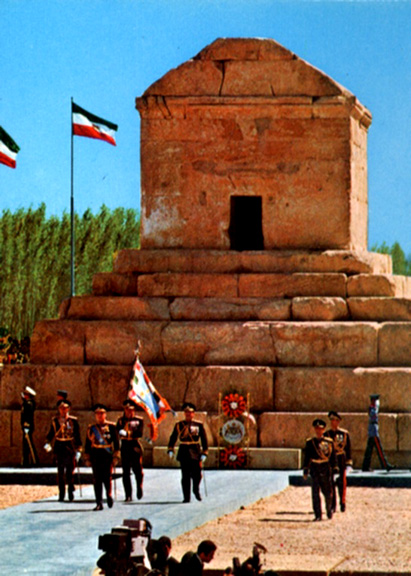
در سال ۱۹۷۱ میلادی ایران ۲۵۰۰ اُمین سال سلطنت کوروش را جشن گرفت.

## شخصیت کوروش

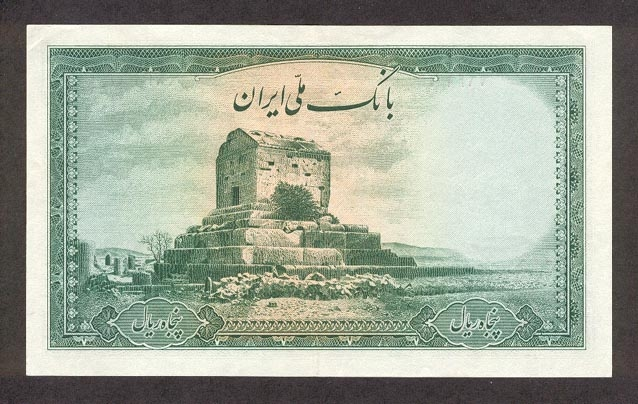
تصویر آرامگاه کوروش بر پشت اسکناس ۵۰ ریالی شاهنشاهی پهلوی، به سال ۱۹۴۴ میلادی

### کوروش از دیدگاه یهود

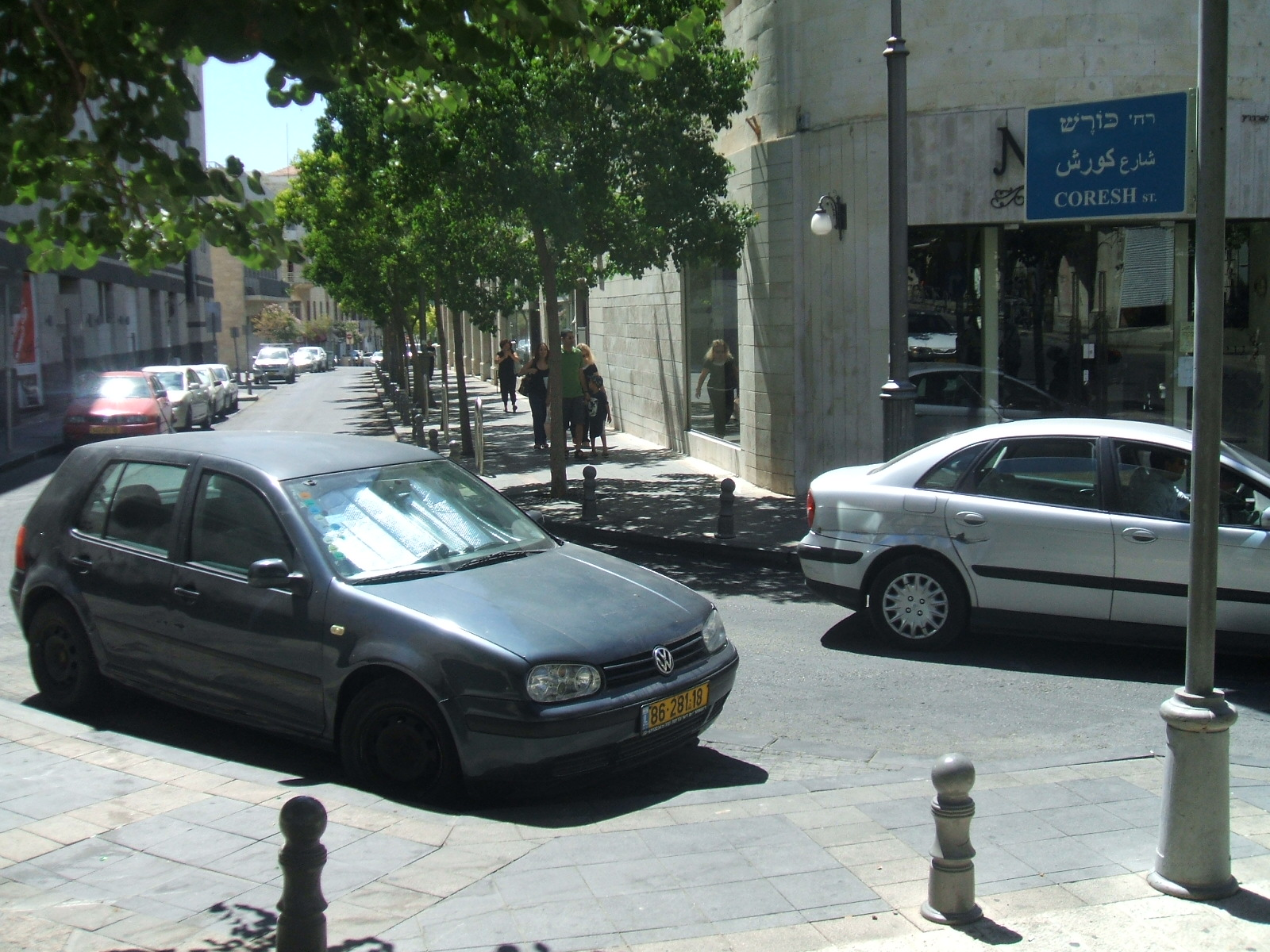
خیابان کوروش در اورشلیم

### ذوالقرنین

پیکره انسان بالدار

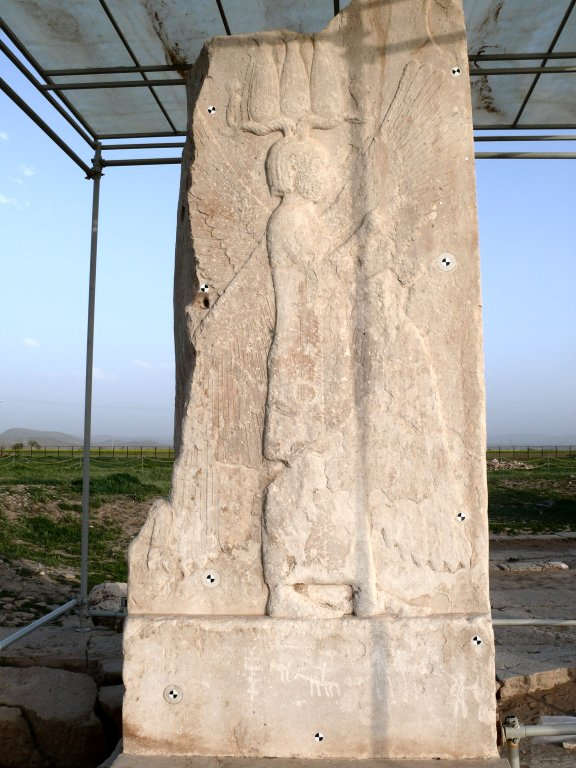
نقش‌برجستهٔ انسان بالدار در پاسارگاد

### کوروش در هنر و ادبیات جهان

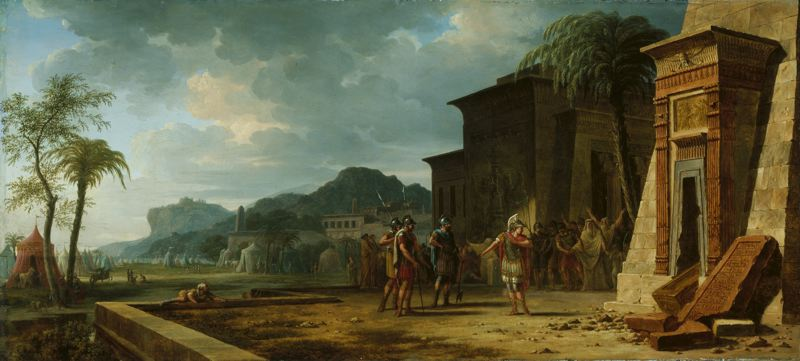
اسکندر مقدونی در مقابل مقبره کوروش، نقاشی پیر هنری د والنسینز

### کوروش در کتاب‌های زرتشتی و اسلامی

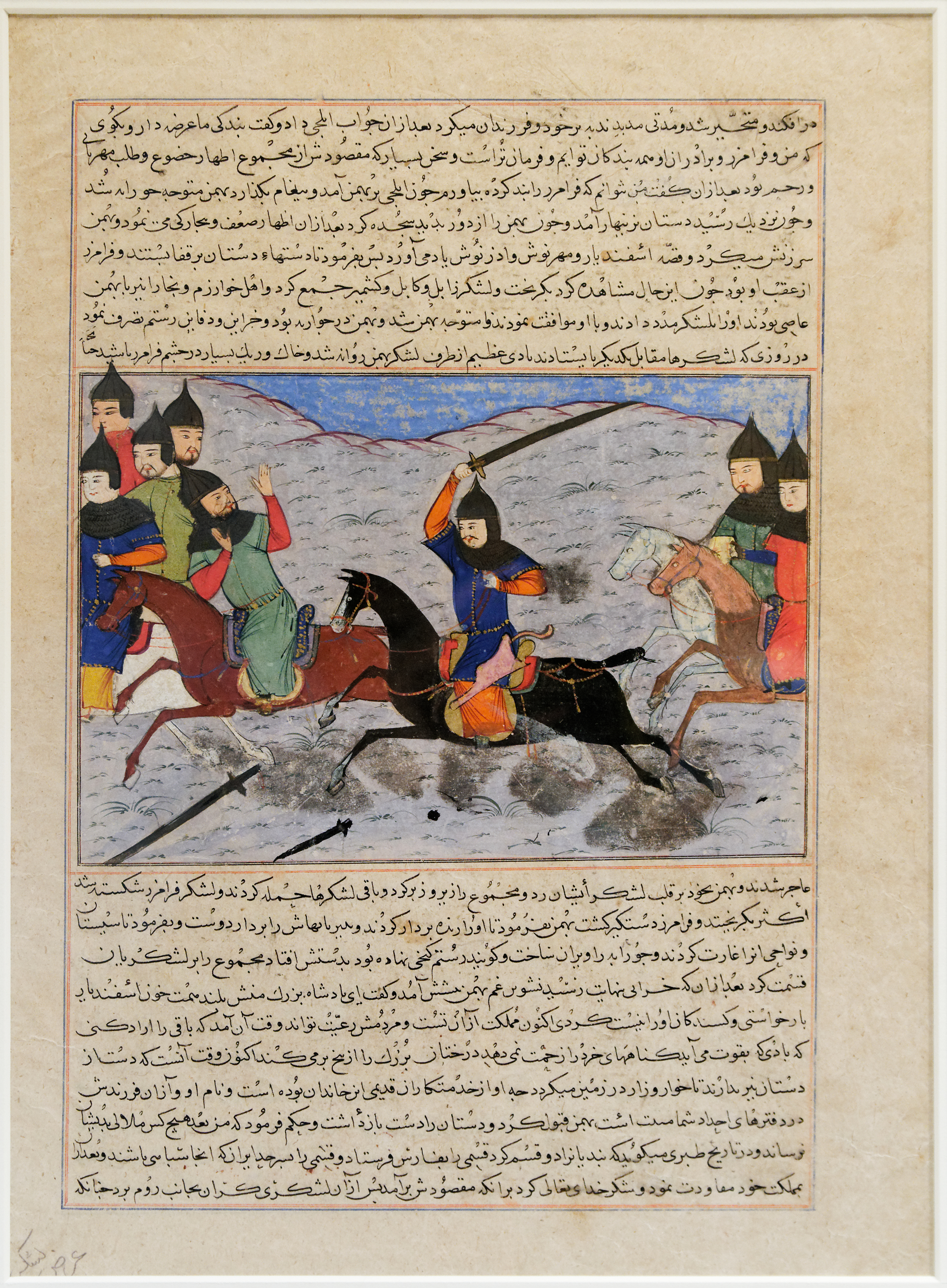
حملهٔ بهمن پسر اسفندیار به سیستان و شکست فرامرز پسر رستم در کتاب مجمع التواریخ نوشته حافظ ابرو - حدود ۱۴۲۵ میلادی محل نگهداری موزه متروپولیتن نیویورک